# Château de Coca
Le château de Coca est une forteresse espagnole située à Coca dans la province de Ségovie. Il fut construit au XVe siècle, et est considéré comme une œuvre majeure du gothique mudéjar espagnol.

## Situation
Situé aux environs de la ville, près de la rivière Voltoya, il est l'une des rares forteresses espagnoles non placées sur un coteau, mais sur une pente assez raide. Une large fosse profonde entoure l'édifice.

## Description
Sa construction, attribuée aux maîtres-d'œuvre sévillans, a été réalisée au XVe siècle principalement en brique, utilisée non seulement comme matériau de construction, mais aussi comme élément décoratif ; la pierre calcaire apparaît dans les meurtrières, les colonnes de la cour d'armes et d'autres éléments décoratifs.
Son système défensif se compose de trois parties : le fossé et deux enceintes entourées de murailles avec tourelles. De plus, il dispose d'un pont défensif sur le fossé qui conduit à la première enceinte entourée de murailles ; une barbacane mène jusqu'à la cour d'armes.
L'enceinte inférieure est carrée, et dotée de quatre tours dans les coins, la plus grande étant le donjon. Cette tour est desservie par un étroit escalier en colimaçon, qui permet l'accès aux divers étages, et notamment à la chapelle et à la salle d'armes. Cette dernière possède une voûte avec des nervures gothiques et est décorée de mosaïques colorées à motifs géométriques. Du haut de la tour, on distingue les châteaux de Cuéllar et d'Íscar (es).
La tour Pierre-Mata — d’après l’écrivain et politicien Pierre Mata (es) (1811 – 1877) — est la deuxième plus importante après celle de l'Hommage, parce qu'elle protège la porte d'accès de la salle d'armes. Les deux tours restantes sont celles de la Muraille et des Poissons. À l'intérieur de l'enceinte se trouvent d'autres salles, décorées avec du stuc et des fresques, ainsi qu'un cachot.

## Histoire
La ville a appartenu à la couronne de Castille jusqu'en 1439 où elle a été cédée à Íñigo López de Mendoza, marquis de Santillana (es). Elle est ensuite passée aux mains d'Alonso I de Fonseca (es), évêque d'Avila et archevêque de Séville, qui a obtenu en 1453 la permission réelle d'édifier le château.
Il nomma pour successeur Alonso de Fonseca y Acevedo (es) qui construisit le château en 1473 et en fit une résidence seigneuriale où il donna de grandes fêtes. Ces fêtes étaient fréquentées par différentes personnalités, entre autres le cardinal français Jean Jouffroy, qui venait en Castille pour proposer le mariage entre l'infante Isabelle (qui régna ensuite) et le duc de Berry de Guyenne, frère de Louis XI de France. Beatriz de Bobadilla, marquise de Moya (es), a aussi visité le château.
En 1504, le château, alors propriété d'Antonio de Fonseca, a été agrandi, notamment au niveau des éléments défensifs. Cela permit de repousser l'attaque du marquis de Cenete (es), qui essayait de s'emparer de sa promise, Marie de Fonseca, qui était retenue par son oncle. En 1521, il fut attaqué par les troupes de comuneros en guise de représailles pour l'incendie de Medina del Campo, déclenché par Antonio de Fonseca ; n'ayant pas réussi à accéder au château, ils détruisirent la forteresse voisine d'Alaejos.
Au XVIIe siècle, Gaspar Pérez de Guzmán, duc de Medina-Sidonia, y fut emprisonné, condamné pour s'être déclaré roi de l'Andalousie. La propriété de l'édifice est passée des Fonseca à la Maison d'Albe. En 1931 il a été déclaré Monument historique national, et en 1954 il a été cédé au ministère de l'Agriculture, avant d'être restauré entre 1956 et 1958 pour héberger l'école de Qualification forestière.

## Protection
Le château fait l’objet d’un classement en Espagne au titre de bien d'intérêt culturel depuis le 3 juin 1931.

## Anecdotes
Le château de Coca est cité dans l'album de bande-dessinée Astérix en Hispanie à la page 39, 3e case.

### Sources
- (es) Cet article est partiellement ou en totalité issu de l’article de Wikipédia en espagnol intitulé « Castillo de Coca » (voir la liste des auteurs).